# نشانه شیار
نشانه شیار یا علامت سولکوس (به انگلیسی: Sulcus sign) یک آزمون ارتوپدی برای ارزیابی ناپایداری گلنوهومرال شانه است. برای اجرای آزمون در حالی که بازو صاف و در پهلوی بیمار رها شده‌است، آرنج را گرفته و کششی در مسیر استخوان بازو و در جهت پایین اعمال می‌کنیم، با جابجایی زیاد و رو به پایین سر استخوان بازو، ممکن است یک فرورفتگی درست در زیر آکرومیون نمایان شود. دیده شدن این شیار بیانگر نشانه مثبت در آزمون است.
بروز این نشانه ناشی از ایجاد خلاء در فضای مفصل گلنوهومرال می‌باشد، که توسط کپسول مفصلی احاطه شده‌است. اگر چنانچه این تست در زمان چرخش رو به خارج (اکسترنال روتاسیون external rotation) بازو انجام شود، نشانه مثبت دلالت بر شلی بافت موجود در فاصله روتاتور (روتاتور اینتروال rotator interval) دارد.